# Фридрих фон Шмит
Фридрих фон Шмит (Фрикенхофен, 22. октобар 1825 — Беч, 23. јануар 1891) био је архитекта који је пројектовао зграду Градске већнице у Бечу.

## Живот и дело
Фон Шмит је рођен у Фрикенхофену, Гшвенд, Виртемберг. Након школовања у средњој техничкој школи у Штутгарту, 1845. постаје један од цеховских радника запослених на изградњи Келнске катедрале, на којој је радио петнаест година. Већину радних цртежа за куле израдили су Шмит и Винценц Стац. Године 1848. стекао је чин мајстора и 1856. положио државни испит за архитекту. Након што је постао католик 1858. године, отишао је у Милано да ради као професор архитектуре и да ради рестаурацију катедрале Сант'Амброђо. Због хаоса изазваног ратом из 1859. године, отишао је у Беч, где је био професор на академији и црквени архитекта од 1862. године; 1865. добио је звање главног архитекте, а 1888. уздигнут је у племићки статус од стране цара Франца Јозефа.
У стилу готике подигао је у Бечу Цркву Светог Лазара и Цркву Светог Отмара (у дословном преводу: „Свети Отмар међу белим кожарима“) у 3. бечком округу (Ландштрасе). Подигао је и школу, Академску Гимназију, са готичком фасадом и спомен зграду подигнуту на месту пожара уништеног амфитеатра. Последња поменута грађевина била је у венецијанској готици. У овом стилу је пројектовао велики број мањих црквених и световних зграда по Аустрији и Немачкој. Његов последњи рад била је рестаурација катедрале у Печују у Мађарској. Своју главну славу, међутим, стекао је рестаурацијом катедрале Светог Стефана у Бечу (1872).
Такође је пројектовао Градску већницу Бечу, са истуреним средњим делом који има централну кулу која се слободно уздиже на висину од око 100 метара, уз четири ниже куле. Велики двор и шест мањих ограђени су пространом зградом, чија се крила завршавају павиљонима. Градећи парохијску цркву у Фунфхаусу, чак се усудио да постави фасаду са две куле испред осмоугаоне централне структуре са високом куполом и круном од капела. Његов мото је био „уједињење немачке силе са италијанском слободом”. Он је изменио тенденцију ка висини у немачкој грађевинској традицији помоћу, и то хоризонталних елемената и бројних модификација старог стила у нади да ће постићи пријатнији општи ефекат. Пројектовао је и Катедралу у Вадуцу и катедралу Светог Јосифа у Букурешту. Од 1870. до 1882. радио је као главни архитекта на неороманичкој катедрали Светог Петра и Павла у Ђакову.
Био је учитељ и модел многим млађим архитектама, укључујући Фридриха Грунангера, Фригиса Шулека, Имреа Штајндла и Карла Трола. Његова бронзана статуа постављена је испред градске куће у Бечу. Његов син Хајнрих био је надзорник зграде катедрале у Франкфурту, а потом професор средњовековне архитектуре у Минхену.
Фридрих фон Шмит је умро у Бечу 1891. године. Сахрањен је у Средишњем бечком гробљу (Група 14 A, Број 54).